# Coëx
Coëx település Franciaországban, Vendée megyében. Lakosainak száma 3416 fő (2022. január 1.). Coëx Apremont, L’Aiguillon-sur-Vie, Aizenay, La Chapelle-Hermier, Commequiers, Saint-Maixent-sur-Vie és Saint-Révérend községekkel határos.

## Népesség
A település népességének változása:
| Lakosok száma | 3127 | 3134 | 3198 | 3176 | 3230 | 3285 | 3339 | 3383 | 3416 |
|               | 2013 | 2015 | 2016 | 2017 | 2018 | 2019 | 2020 | 2021 | 2022 |